# André Noufflard
André Noufflard, né le 18 janvier 1885 à Florence, d'une mère italienne et d'un père français, et mort le 18 mai 1968 en son domicile dans le 7e arrondissement de Paris, est un artiste-peintre franco-italien.

## Biographie
Le 27 avril 1911, il épouse la peintre Berthe Noufflard,, née Langweil.
Le prix André et Berthe Noufflard, sous l'égide de la Fondation de France, est destiné à récompenser un jeune artiste figuratif de moins de 45 ans, s’exprimant au moyen de la peinture à l’huile, il est décerné depuis 1985.
Il est inhumé au cimetière d'Étaimpuis (Seine-Maritime).

## Œuvres
- Bacqueville-en-Caux, musée des beaux-arts de Rouen[6]
- Fresnay, le fauteuil blanc, musée des Beaux-Arts de Rouen[7]
- La Valouine, vue d'ensemble, musée des Beaux-Arts de Rouen[8]

On trouve aussi de nombreuses œuvres d'André et Berthe Noufflard dans The Noufflard Collection du musée The Dixon Gallery and Gardens à Memphis.